# Hermann Goetz
Hermann Gustav Goetz, także Götz (ur. 7 grudnia 1840 w Królewcu, zm. 3 grudnia 1876 w Hottingen) – niemiecki kompozytor i pianista.

## Życiorys
Uczył się harmonii oraz gry na fortepianie u Louisa Köhlera. W latach 1858–1860 studiował matematykę i fizykę na Uniwersytecie w Królewcu, działał też jako pianista i dyrygent zespołów amatorskich. Od 1860 do 1862 roku uczył się w konserwatorium Sterna w Berlinie, gdzie jego nauczycielami byli Hans von Bülow (fortepian i kontrapunkt), Julius Stern (dyrygentura) i Hugo Ulrich (kompozycja). W latach 1862–1863 był dyrektorem Meichsner Gesangverein w Berlinie. Od 1863 do 1872 roku pełnił funkcję organisty i dyrygenta chóru w katedrze w Winterthur. W 1870 roku osiadł w Hottingen koło Zurychu. W latach 1871–1873 pisał jako krytyk muzyczny do „Neue Zürcher Zeitung”. Zmarł na gruźlicę.

## Wybrane kompozycje
(na podstawie materiałów źródłowych)

### Utwory orkiestrowe
- Symfonia e-moll (1865–1867; partytura zniszczona przez wdowę po kompozytorze)
- Symfonia F-dur (1873, zrewid. 1875)
- Frühlings-Ouvertüre (1864)
- koncerty fortepianowe: Es-dur (1861), B-dur (1867)
- Koncert skrzypcowy G-dur (1868)

### Utwory kameralne
- 2 fugi na kwartet smyczkowy (1860–1862)
- Presto na kwartet smyczkowy (1860–1862)
- Ballade na fortepian, skrzypce i wiolonczelę (1861, niedokończone)
- 3 leichte Stücke na skrzypce i fortepian (1863)
- Kwartet smyczkowy B-dur (1865)
- Trio fortepianowe g-moll (1863)
- Kwartet fortepianowy E-dur (1867)
- Kwintet fortepianowy c-moll na fortepian, skrzypce, altówkę, wiolonczelę i kontrabas (1874)

### Utwory fortepianowe
- 2 sonaty na fortepian na 4 ręce (ok. 1857, 1865)
- Alwinen-Polka (ok. 1860)
- Fantasie (1860)
- Scherzo (ok. 1862)
- Waldmärchen (1863)
- Lose Blätter (1869)
- 2 sonatiny (1869)
- Genrebilder (1875–1876)

### Pieśni
- Rispetti: 6 italienische Volksgesänge (1866)
- 3 Kinderlieder in schweizer Mundart (1869)

### Utwory wokalno-instrumentalne
- Psalm 137 na sopran, chór i orkiestrę (1864)
- Schneewittchen na chór i orkiestrę (1865, niedokończone)
- Es liegt so abendstill der See na tenora, chór męski i orkiestrę (1865)
- Nänie na chór i orkiestrę (1874)

### Opery
- Der Widerspenstigen Zähmung według Poskromienia złośnicy Szekspira (1868–1872, wyst. Mannheim 1874)
- Francesca da Rimini (1875–1876, dokończona przez Ernsta Franka, wyst. Mannheim 1877)